# شهرستان بئیمبت مایلین
شهرستان بئیمبت مایلین (به قزاقی: Бейімбет Майлин ауданы، بەيىمبەت مايلين اۋدانى) یک شهرستان در قزاقستان است که در استان قوستانای واقع شده‌است. شهرستان بئیمبت مایلین ۲۷۶۹۱ نفر جمعیت دارد.
سابقا نام این شهرستان، تا پیش از سال ۲۰۱۹ میلادی، به تبعیت از مرکز اداری آن، شهرستان تاران (به قزاقی: Таран ауданы، تاران اۋدانى) بوده.

## وجه تسمیه
نام این شهرستان، در سال ۲۰۱۹ میلادی برای ارج نهادن به نویسنده و نمایش‌نامه‌نویس قزاقِ زادهٔ سال ۱۸۹۴ میلادی در همین منطقه، «بی‌محمد (بئیمبت) جارمقام‌بت‌اولی مایلین» (به قزاقی: Бимұхаммед (Бейімбет) Жармағамбетұлы Майлин، بيمۇحامەد (بەيىمبەت) جارماعامبەتۇلى مايلين) انتخاب شده است.